# Nationale Vergadering (Kameroen)
De Nationale Vergadering (Frans: Assemblée nationale, Engels: National Assembly) is het lagerhuis van het Parlement van Kameroen. Het hogerhuis draagt de naam Senaat (Sénat/Senate). De Nationale Vergadering telt 180 leden die voor een periode van vijf jaar worden gekozen. 
De Nationale Vergadering wordt gedomineerd door de Rassemblement démocratique du peuple camerounais/Cameroon People's Democratic Movement (RDPC/CPDM). Deze partij beschikt over een absolute meerderheid en is de partij van de sinds 1982 aan de macht zijnde president Paul Biya. De voornaamste oppositiepartij is sinds de introductie van het meerpartijenstelsel begin jaren negentig het Front social démocrate/Social Democratic Front (FSD/SDF).

## Zetelverdeling

Zetelverdeling na de verkiezingen van 2020

## Overzicht verkiezingen
- Kameroense parlementsverkiezingen (1964)
- Kameroense parlementsverkiezingen (1970)
- Kameroense parlementsverkiezingen (1973)
- Kameroense parlementsverkiezingen (1978)
- Kameroense parlementsverkiezingen (1983)
- Kameroense parlementsverkiezingen (1988)
- Kameroense parlementsverkiezingen (1992)
- Kameroense parlementsverkiezingen (1997)
- Kameroense parlementsverkiezingen (2002)
- Kameroense parlementsverkiezingen (2007)
- Kameroense parlementsverkiezingen (2013)
- Kameroense parlementsverkiezingen (2020)